# Karen Carney
Karen Julia "Kaz" Carney, MBE (født 1. august 1987) er en engelsk fodboldspiller, der spiller for Chelsea Ladies i FA WSL for Englands kvindefodboldlandshold. Siden hun fik debut på landsholdet i 2005, har hun spillet over 120 landskampe for England. Hun har deltaget ved store turneringer som f.eks. EM i 2005, 2009, 2013 og 2017 og ved VM fodbold i 2007, 2011 og 2015. Hun konkurrerede også for Storbritanniens hold ved sommer-OL 2012.